# الشعيب (طور الباحه)

تعديل مصدري - تعديل

الشعيب هي إحدى قرى عزلة طور الباحــة بمديرية طور الباحة التابعة لمحافظة لحج، بلغ تعداد سكانها 5 نسمة حسب تعداد اليمن لعام 2004.